# Farnese-Hercules

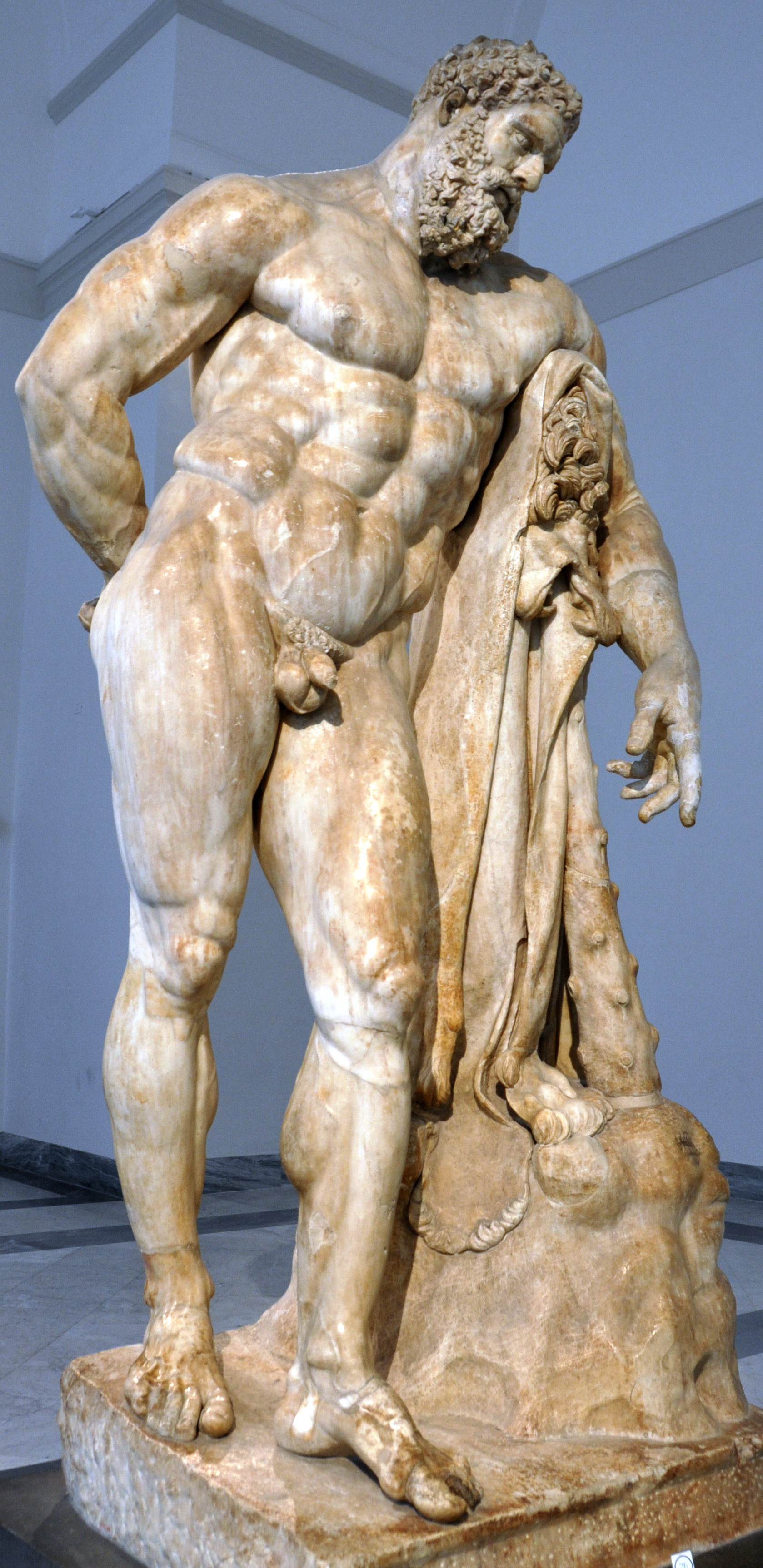
A Farnese-Hercules, Nápoly, Régészeti múzeum

A Farnese-Hercules az i. e. 4. században alkotó Lüszipposz Héraklészt ábrázoló bronzszobrának római kori másolata. Az i. sz. 3. században készült, az athéni Glükón műve, akinek szignója a szobor talapzatán a buzogány alatt olvasható. Darabokban került elő Rómában, Caracalla termáiból, a frigidarium területéről. Innen a Farnese-gyűjteménybe került, a Palazzo Farnesében állították ki az udvaron, az árkádok alatt. 1787-ben a gyűjtemény számos más darabjával együtt Nápolyba szállították. Az alkotás Herculest pihenés közben, kőrisbuzogányára támaszkodva ábrázolja, miután elvégezte egyik próbáját, és megszerezte a heszperiszek kertjéből az aranyalmákat. Az egyik almát jobb kezében, a háta mögött tartja. A gondolataiba merülő alak viselkedése különbözik a szokásos, diadalmas Hercules-ábrázolásoktól.
Amikor a szobrot megtalálták bal karja és lábai hiányoztak. A hiányokat Guglielmo della Porta pótolta. Amikor a szoborhoz tartozó lábak előkerültek, úgy itélték meg, hogy Della Porta kiegészítései jobbak, mint az eredetiek, s azokat hagyták rajta. A szobrot a 18. század végén, Nápolyba való szállítása előtt Carlo Albacini restaurálta, és visszahelyezte rá az eredeti lábakat. A szobrot jelenleg a nápolyi Régészeti múzeumban őrzik.